# Каріотип

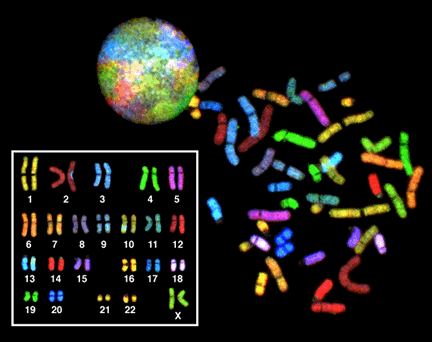
Рис.1 Набір хромосом (праворуч) і систематизований жіночий каріотип 46 XX (ліворуч). Одержано методом спектрального каріотипування.

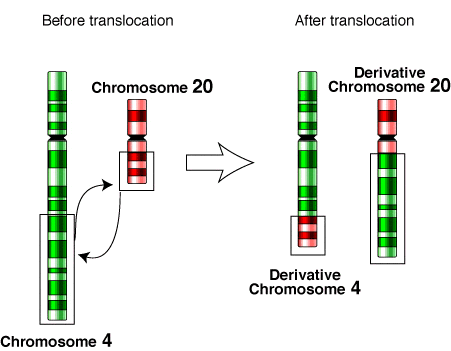
Рис.2 Приклад визначення транслокації по комплексу поперечних міток (смужки, класичний каріотип) і по спектру ділянок (колір, спектральний каріотип).

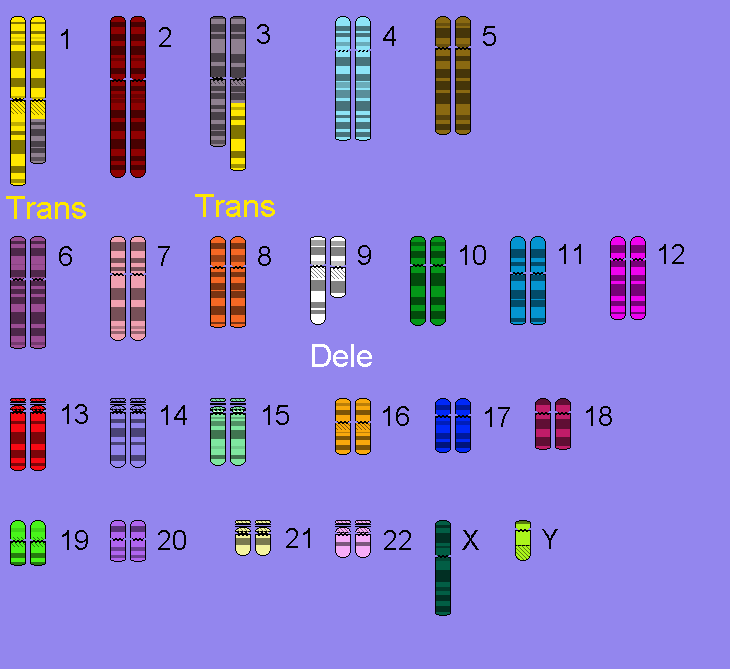
Рис.3 Каріотип 46,XY, t(1;3)(p21;q21), del(9)(q22): показано транслокацію (перенесення фрагмента) між 1-ю і 3-ю хромосомами, делецію (втрату ділянки) 9-ї хромосоми. Маркування ділянок хромосом подане як за комплексами поперечних міток (класична каріотипізація, смуги) так і за спектром флуоресценції (колір, спектральна каріотипізація).

Каріоти́п — набір хромосом, специфічний для кожного виду організмів. Каріотип характеризують певна кількість хромосом та особливість їхньої будови.
Каріотипом іноді називають візуальне представлення повного хромосомного набору (каріограму).

## Номенклатура
З метою систематизації цитогенетичних описів розроблено Міжнародну цитогенетичну номенклатуру людини (International System for Human Cytogenetic Nomenclature, ISCN), що ґрунтується на диференційному забарвленні хромосом, яка дозволяє докладно описати окремі хромосоми та їхні ділянки. Запис має такий формат:
[номер хромосоми] [плече] [номер ділянки].[номер смуги] 
Довге плече хромосоми позначають літерою q, коротке — літерою p, хромосомні аберації позначають додатковими символами. Також у науковій літературі часто можна побачити такі позначення: FN — фундаментальне число, сумарна кількість хромосомних плечей; 2n — диплоїдний набір хромосом.

## Визначення каріотипу
Зовнішній вигляд хромосом істотно змінюється протягом клітинного циклу: впродовж інтерфази хромосоми локалізовані в ядрі, як правило, деспіралізовані й важкодоступні для спостереження, тому для визначення каріотипу використовують клітини в одній зі стадій їхнього поділу — метафазі мітозу.

### Процедура визначення каріотипу
Для процедури визначення каріотипу можуть бути використані будь-які популяції клітин, які діляться. Для визначення людського каріотипу використовують або одноядерні лейкоцити, виокремлені з проби крові, поділ яких провокують додаванням мітогенів, або культури клітин, що активно діляться в нормі (фібробласти шкіри, клітини кісткового мозку). Збагачення популяції клітинної культури проводять зупинкою поділу клітин на стадії метафази мітозу додаванням колхіцину — алкалоїду, що блокує утворення мікротрубочок і «розтягування» хромосом до полюсів поділу клітини і перешкоджає тим самим завершенню мітозу.
Отримані клітини в стадії метафази фіксують, фарбують і фотографують під мікроскопом; з набору отриманих фотографій формують систематизований каріотип — нумерований набір пар гомологічних хромосом (аутосом). Зображення хромосом при цьому орієнтують вертикально короткими плечима вгору, їх нумерують у порядку зменшення розміру, пару статевих хромосом поміщають у кінець набору.
Історично перші недеталізовані каріотипи, що дозволяли проводити класифікацію за морфологією хромосом, отримували фарбуванням за Романовським — Гімзою, однак подальша деталізація структури хромосом у каріотипах стала можливою з появою методик диференціального фарбування хромосом.

### Класичний і спектральний каріотипи
Для отримання класичного каріотипу використовують фарбування хромосом різними барвниками або їх сумішами: через відмінність у зв'язуванні барвника з різними ділянками хромосом фарбування відбувається нерівномірно і утворюється характерна смугаста структура (комплекс поперечних міток, англ. Banding), що відображає лінійну неоднорідність хромосоми і є специфічною для гомологічних пар хромосом та їх ділянок (за винятком поліморфних районів, в яких локалізовані різні алельні варіанти генів). Вперше спосіб фарбування хромосом, що дозволяє отримати такі високодеталізовані зображення, розроби шведський цитолог Касперсон (Q-забарвлення). Використовують й інші барвники, такі методики отримали загальну назву диференціального фарбування хромосом:
- Q-фарбування — фарбування за Касперсоном акрихін-іпритом з дослідженням під флуоресцентним мікроскопом. Найчастіше застосовують для дослідження Y-хромосом (швидке визначення генетичної статі, виявлення транслокацій між X-і Y-хромосомами або між Y-хромосомою й аутосомами, скринінг мозаїцизму за участю Y-хромосом)
- G-фарбування — модифіковане фарбування за Романовським-Гімзою. Чутливість вище, ніж у Q-фарбування, тому використовують як стандартний метод цитогенетичного аналізу. Застосовують при виявленні невеликих аберацій і маркерних хромосом (сегментованих інакше, ніж нормальні гомологічні хромосоми)
- R-фарбування  — використовують акридиново-помаранчевого та подібних до нього барвників, при цьому забарвлюються ділянки хромосом, нечутливі до G-фарбування. Застосовують для виявлення деталей гомологічних G- або Q-негативних ділянок сестринських хроматид або гомологічних хромосом.
- C-забарвлення — застосовують для аналізу центромерних районів хромосом, що містять конститутивний гетерохроматин, та варіабельної дистальної частини Y-хромосоми.
- T-фарбування — застосовують для аналізу теломерних районів хромосом.[2]

Останнім часом використовують методику спектрального каріотипування (флюоресцентна гібридизація in situ,англ. Fluorescence in situ hybridization, FISH), яка полягає у фарбуванні хромосом набором флюоресцентних барвників, що зв'язуються зі специфічними областями хромосом. Внаслідок такого фарбування гомологічні пари хромосом набувають ідентичні спектральні характеристики, що не тільки істотно полегшує виявлення таких пар, а й полегшує виявлення міжхромосомних транслокацій, тобто переміщень ділянок між хромосомами — транслоковані ділянки мають спектр, що відрізняється від спектру решти хромосоми.

### Аналіз каріотипів
Порівняння комплексів поперечних міток в класичному каріотипі або ділянок зі специфічними спектральними характеристиками дозволяє визначити як гомологічні хромосоми, так і окремі їхні ділянки, що, в свою чергу, дозволяє детально визначити хромосомні аберації — внутрішньо- і міжхромосомні перебудови, що супроводжуються порушенням порядку фрагментів хромосом (делеції, дуплікації, інверсії, транслокації). Такий аналіз має велике значення в медичній практиці, дозволяючи діагностувати ряд хромосомних захворювань, викликаних як грубими порушеннями каріотипів (порушення числа хромосом), так і порушенням хромосомної структури або множинністю клітинних каріотипів в організмі (мозаїцизм).

### Номенклатура
Для систематизації цитогенетичних описів розроблено Міжнародну цитогенетичну номенклатуру (International System for Cytogenetic Nomenclature, ISCN), що ґрунтується на диференціальному фарбуванні хромосом, яка дозволяє детально описувати окремі хромосоми та їхні ділянки.
Запис має наступний формат: [Номер хромосоми] [плече] [номер ділянки]. [Номер смуги]
довге плече хромосоми позначають буквою q, коротке — буквою p, хромосомні аберації позначають додатковими символами.
Таким чином, "2-а смуга 15-ї дільниці короткого плеча 5-ї хромосоми" записують як " 5p15.2 ".
Для каріотипу використовують запис у системі ISCN 1995, що має наступний формат:
- [Кількість хромосом],
- [статеві хромосоми],
- [особливості].

Для позначення статевих хромосом у різних видів використовують різні символи (літери), які залежать від специфіки визначення статі таксона (різні системи статевих хромосом). Так, у більшості ссавців жіночий каріотип гомогаметний, а чоловічий гетерогаметний, відповідно, запис статевих хромосом самиці XX, самця — XY. У птахів, навпаки, самиці гетерогаметні, а самці гомогаметні, тобто запис статевих хромосом самиці ZW, самця — ZZ.
Як приклад можна навести такі каріотипи:
- нормальний (видовий) каріотип домашнього кота: 38, XY
- індивідуальний каріотип коня із «зайвою» X-хромосомою (трисомія по X-хромосомі): 65, XXX
- індивідуальний каріотип домашньої свині з делецією (втратою ділянки) довгого плеча (q) 10-ї хромосоми: 38, XX, 10q-
- індивідуальний каріотип чоловіка з транслокацією 21-х ділянок короткого (p) і довгого плечей (q) 1-й і 3-й хромосом і ділок 22-ї дільниці довгого плеча (q) 9-ї хромосоми (наведено на Рис. 3): 46, XY, t (1; 3) (p21; q21), del (9) (q22)

Оскільки нормальні каріотипи є видоспецифічними, то розробляють і підтримують стандартні описи каріотипів різних видів рослин і тварин, насамперед свійських і лабораторних.

## Аномальні каріотипи та хромосомні хвороби
Нормальні каріотипи людини — 46, XX (жіночий) і 46, XY (чоловічий). Порушення нормального каріотипу у людини виникають на ранніх стадіях розвитку організму: у разі, якщо таке порушення виникає при гаметогенезі, коли утворюються статеві клітини батьків, каріотип зиготи, що утворилася при їх злитті, також виявляється порушеним. При подальшому поділі такої зиготи всі клітини ембріона та організму, в який він розвивається, мають однаковий аномальний каріотип.
Однак порушення каріотипу можуть виникнути і на ранніх стадіях дроблення зиготи, в цьому разі організм, що розвинувся з такої зиготи, містить кілька ліній клітин (клітинних клонів) з різними каріотипами, така множинність каріотипів всього організму або окремих його органів називається мозаїцизм.
Як правило, порушення каріотипу у людини супроводжуються множинними вадами розвитку; більшість таких аномалій несумісні з життям і призводять до мимовільних абортів на ранніх стадіях вагітності.

### Деякі хвороби людини, викликані аномаліями каріотипів
- 47, XXY; 48, XXXY; Синдром Клайнфельтера — полісомія по X-хромосомі у чоловіків;
- 45X0; 45X0/46XX; 45, X/46, XY, 46 а, X iso (Xq) Синдром Шерешевського — Тернера — моносомія по X хромосомі, в тому числі й мозаїцизм;
- 47, XXX; 48, ХХХХ, 49, ХХХХХ полісомії по X хромосомі, найчастіше — трисомія X;
- 47, ХХ, 21 +; 47, XY, 21 + Синдром Дауна — трисомія по 21-й хромосомі;
- 47, ХХ, 18 +; 47, XY, 18 + Синдром Едвардса — трисомія по 18-й хромосомі;
- 47, ХХ, 13 +; 47, XY, 13 + Синдром Патау — трисомія по 13-й хромосомі;
- 46, XX, 5р- Синдром котячого крику — делеція короткого плеча 5-ї хромосоми;
- 46 XX або ХУ, 15Р-. Синдром Прадера-Віллі — аномалія 15 хромосоми.

## Каріотип деяких біологічних видів
Кожен вид організмів має характерний і постійний набір хромосом. Кількість диплоїдних хромосом часто різниться від виду до виду. У людини нормальний каріотип складається з 46 хромосом, тоді як у шимпанзе та горили — 48.